# Das Gold der sieben Berge
Das Gold der sieben Berge (Originaltitel: Gold of the Seven Saints) ist ein US-amerikanischer Western von Gordon Douglas aus dem Jahr 1961 mit Clint Walker und Roger Moore in den Hauptrollen. Das Drehbuch beruht auf Desert Guns, einem Roman von Steve Frazee.

## Handlung
Shaun und Jim sind Fallensteller im wilden Westen. Durch einen Zufall finden die beiden eine riesige Menge Gold, die sie auf einem Packpferd nach Seven Saints bringen wollen. Doch auf der Reise stirbt unglücklicherweise das Pferd, weshalb Shaun in die nächste Stadt reitet, um ein Neues zu besorgen. Als er jedoch versucht, ein Pferd zu entwenden, wird er erwischt, kann sich aber mit einem Goldnugget aus der Beute freikaufen. Jim ist entsetzt, weil nun ein Farmer und eine Menge Gangster von dem Glück der beiden gehört haben und versuchen, Jim und Shaun ihren neuen Reichtum wieder abzujagen. Die beiden begeben sich auf die Flucht.

## Produktion
Zum dritten Mal gab die Warner Bros. ihrem populären Fernsehdarsteller Clint Walker die Möglichkeit, sich in einer Kinohauptrolle zu behaupten. Die Dreharbeiten fanden im Sommer 1960 statt.
Die Warner Bros. übernahm auch den deutschsprachigen Verleih.

## Kritik
Das vom Filmdienst herausgegebene Lexikon des internationalen Films bescheinigt dem Schwarzweißfilm in WarnerScope ein „Routinewestern mit einer abenteuerlichen Geschichte von Freundestreue und der Fragwürdigkeit plötzlichen Reichtums“ zu sein.